# Cornicen

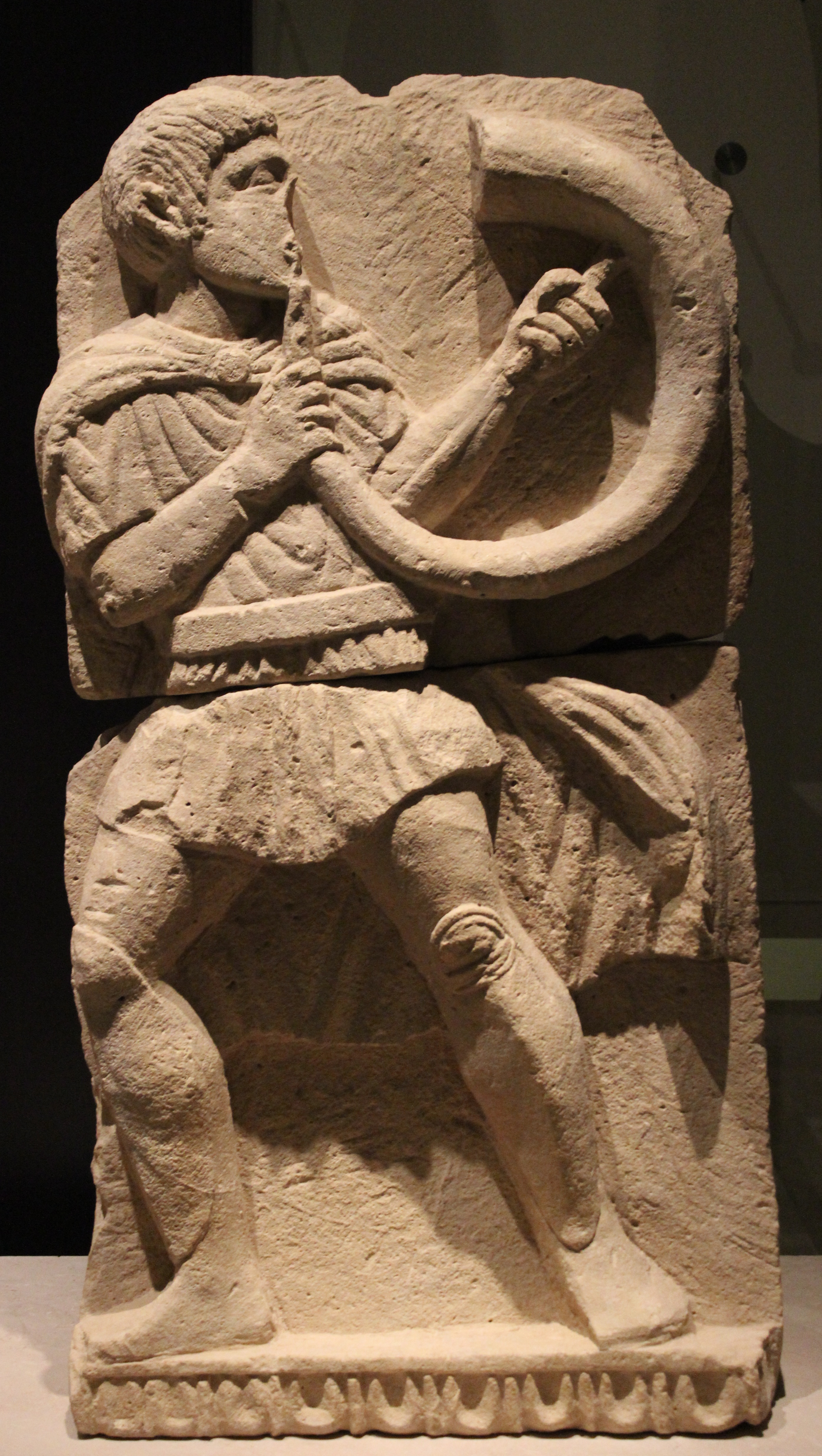
Cornicen ibero en un monumento funerario de Orsu, Osuna (España),. Museo Arqueológico Nacional de España, Madrid.

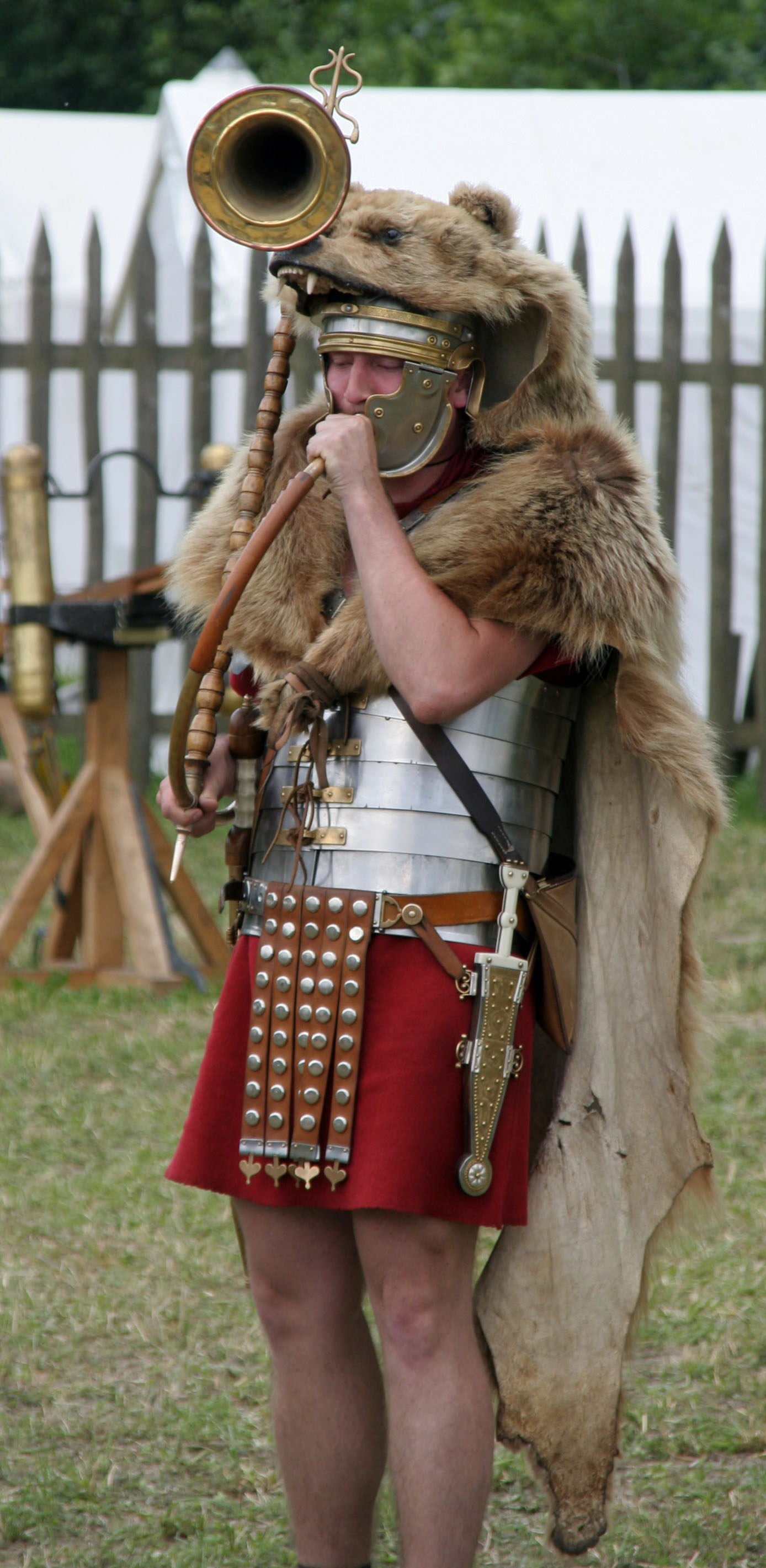
Representación moderna de un cornicen con el cornu típico para impartir las órdenes a las tropas, mediante señales acústicas, durante una marcha o una batalla.

Un cornicen (cornicines, plural en latín) era un suboficial músico del ejército romano que transmitía, con un gran instrumento de viento que funcionaba a modo de trompa, las órdenes impartidas por el signifer, mediante señales acústicas, a los legionarios romanos. 
Los cornicines tocaban el cornu y formaban parte de los músicos militares (aeneatores) junto con los tubicines y los bucinatores. Siempre marchaban a la cabeza de las centurias, con el teserario y el signifer. Los cornicines también podían ser asistentes de un centurión (como un optio). El cornicen era también un duplicarius, que recibía el doble del salario básico del legionario.

## Tropa
Los cornicines estaban encuadrados tanto en las legiones romanas, como en las unidades auxiliares (auxilia).
Eran de importancia fundamental para las maniobras militares tanto en las fases iniciales de la marcha del ejército como en la fase de despliegue frente al enemigo.

## Península ibérica
En la península ibérica se han encontrado relieves en contextos celtíberos o ibéricos como el denominado Cornicen de Osuna, encontrado reutilizado en las murallas de la antigua ciudad ibera de Orsu, que podría formar parte de un monumento funerario dedicado a honrar a un difunto.
Representa un guerrero ibero con vestimenta militar parecida a la romana que toca un instrumento de viento ibero de influencia mediterránea, parecida también al cornu y que posiblemente tuviera una función análoga a su homónimo romano y también una función musical acompañante de diversos rituales funerarios.  

## Galería de imágenes

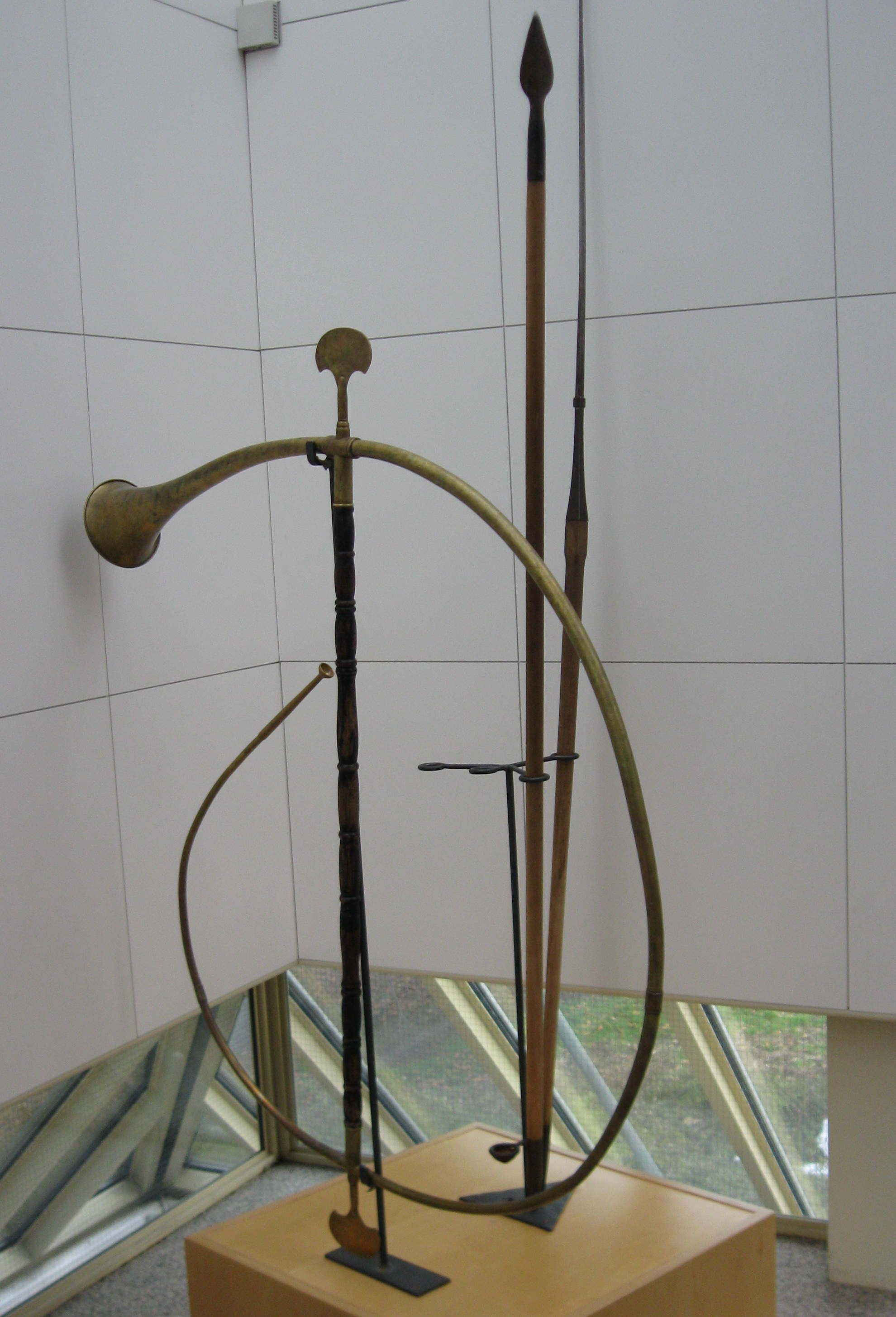
Cornu del Museo romano en Aalen, Alemania.
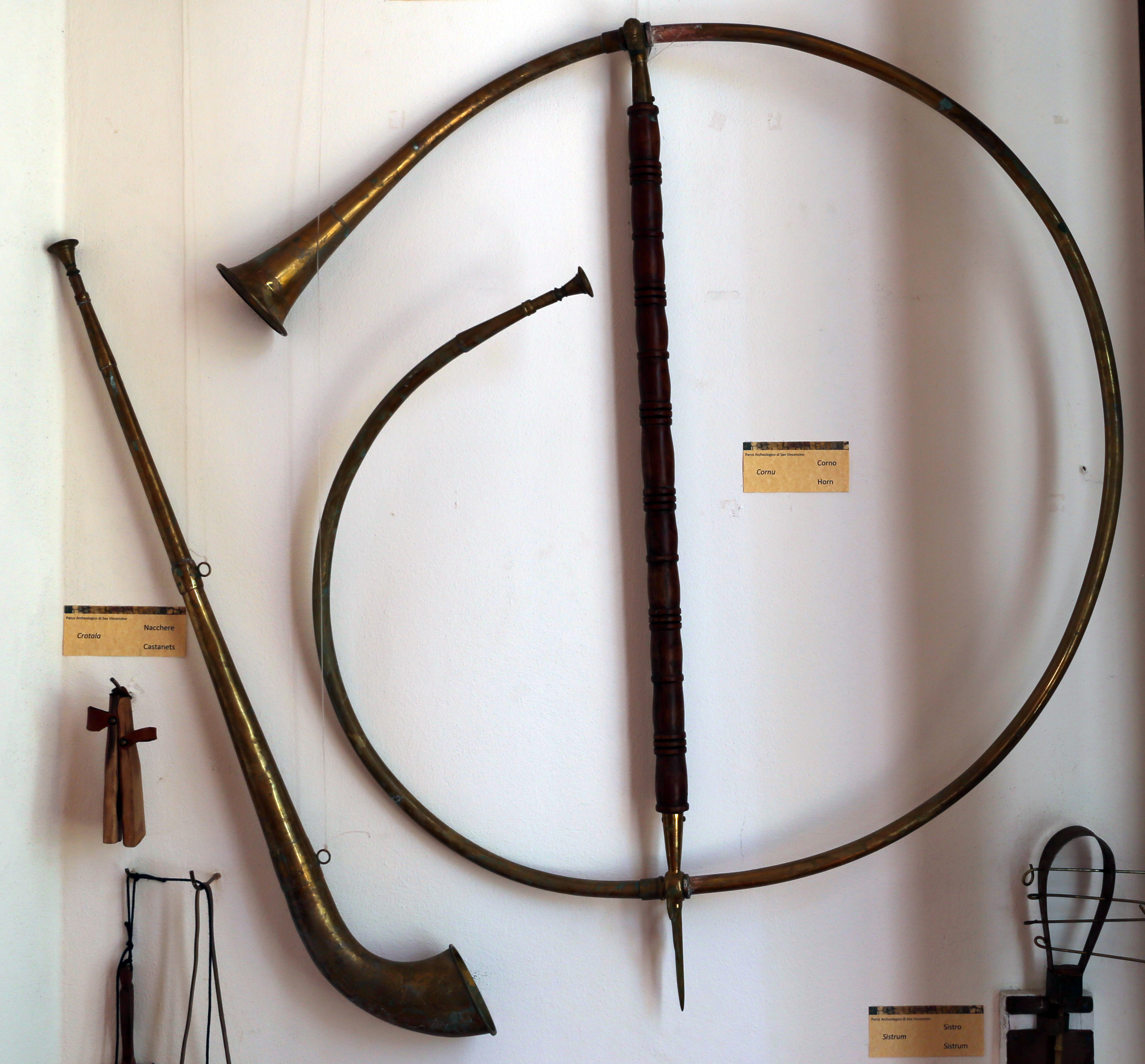
Cornu encontrado en la Villa romana di San Vincenzino, Italia.
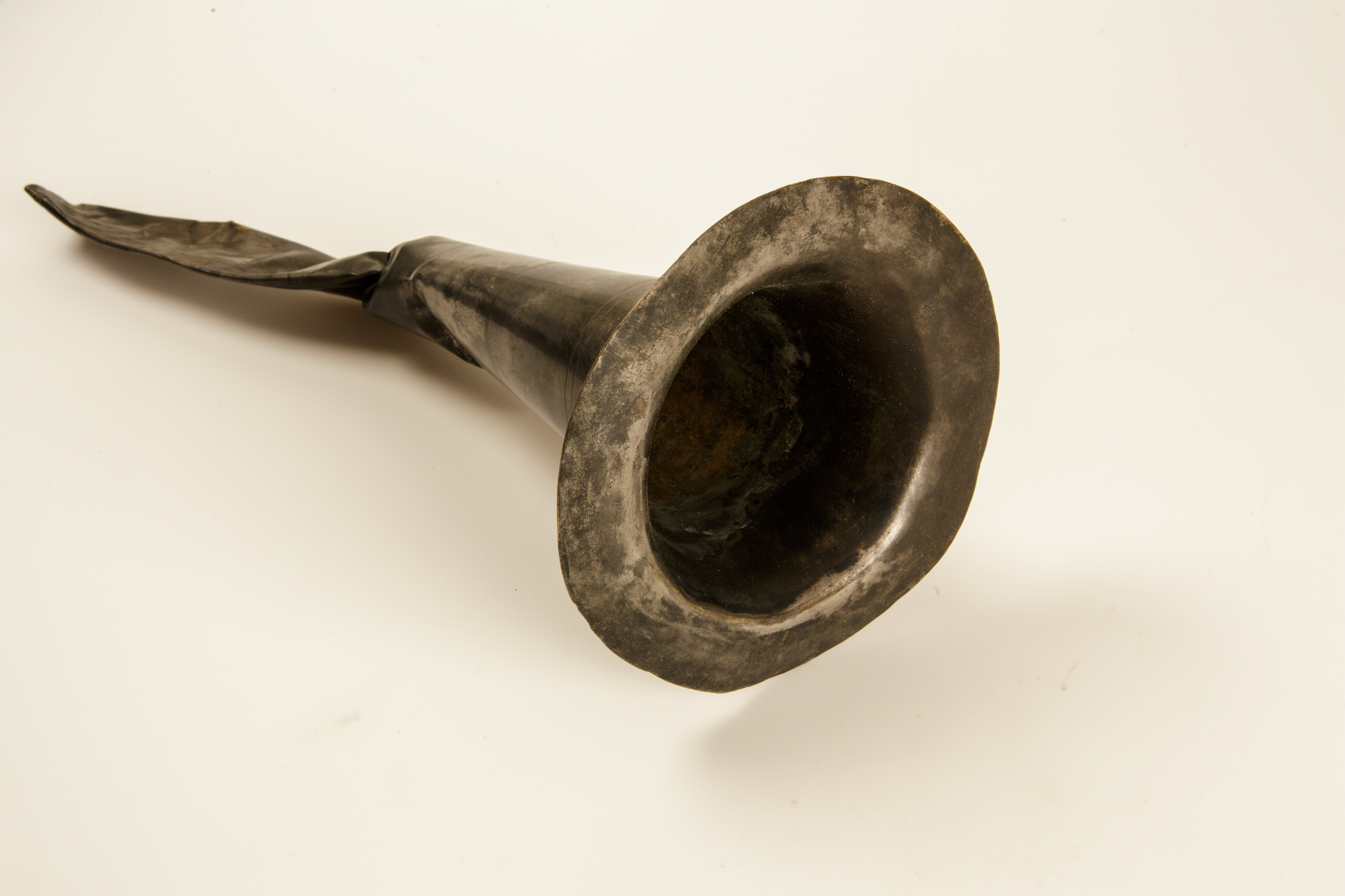
Cornu incompleto de bronce martillado encontrado en Alphen aan den Rijn, Países Bajos.
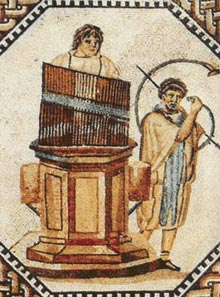
Hydraulis, órgano de tubos de agua, (izquierda) y cornu (derecha) en un mosaico de Nennig, Alemania.
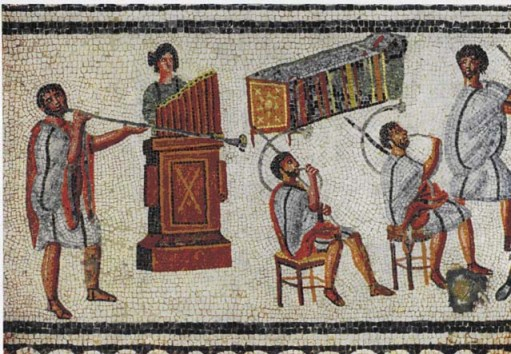
Tuba, hydraulis y 2 cornua (de izquierda a derecha) en el Mosaico de Zliten, Libia (s. II d. C.)
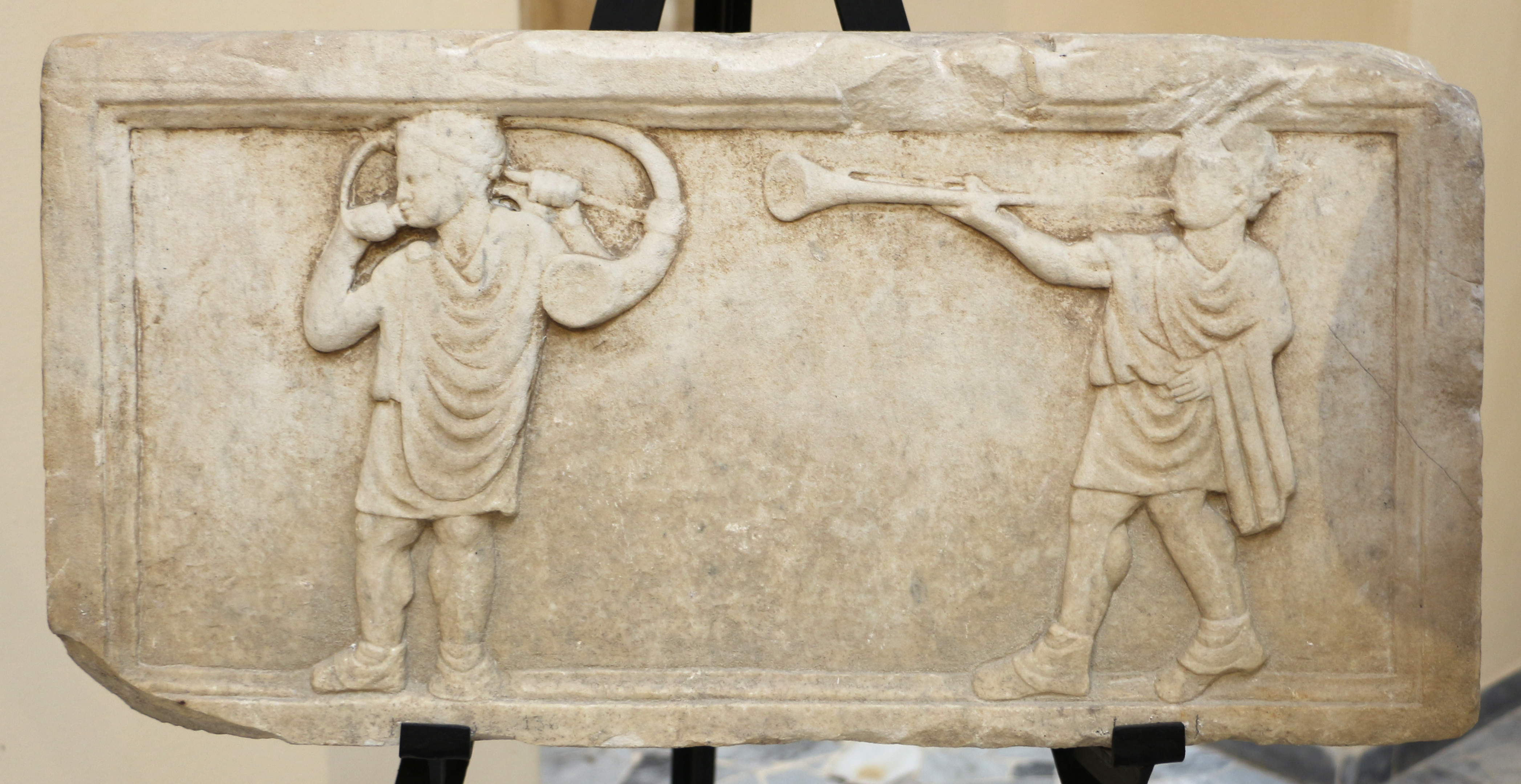
Cornu (izquierda) y tuba (derecha) romanos en un relieve del Museo Ostiense, Ostia Antica, Italia.
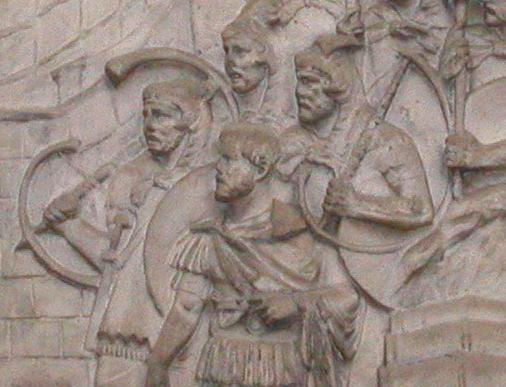
Cornicen esculpido en la Columna de Trajano, Roma (s. II d. C.)
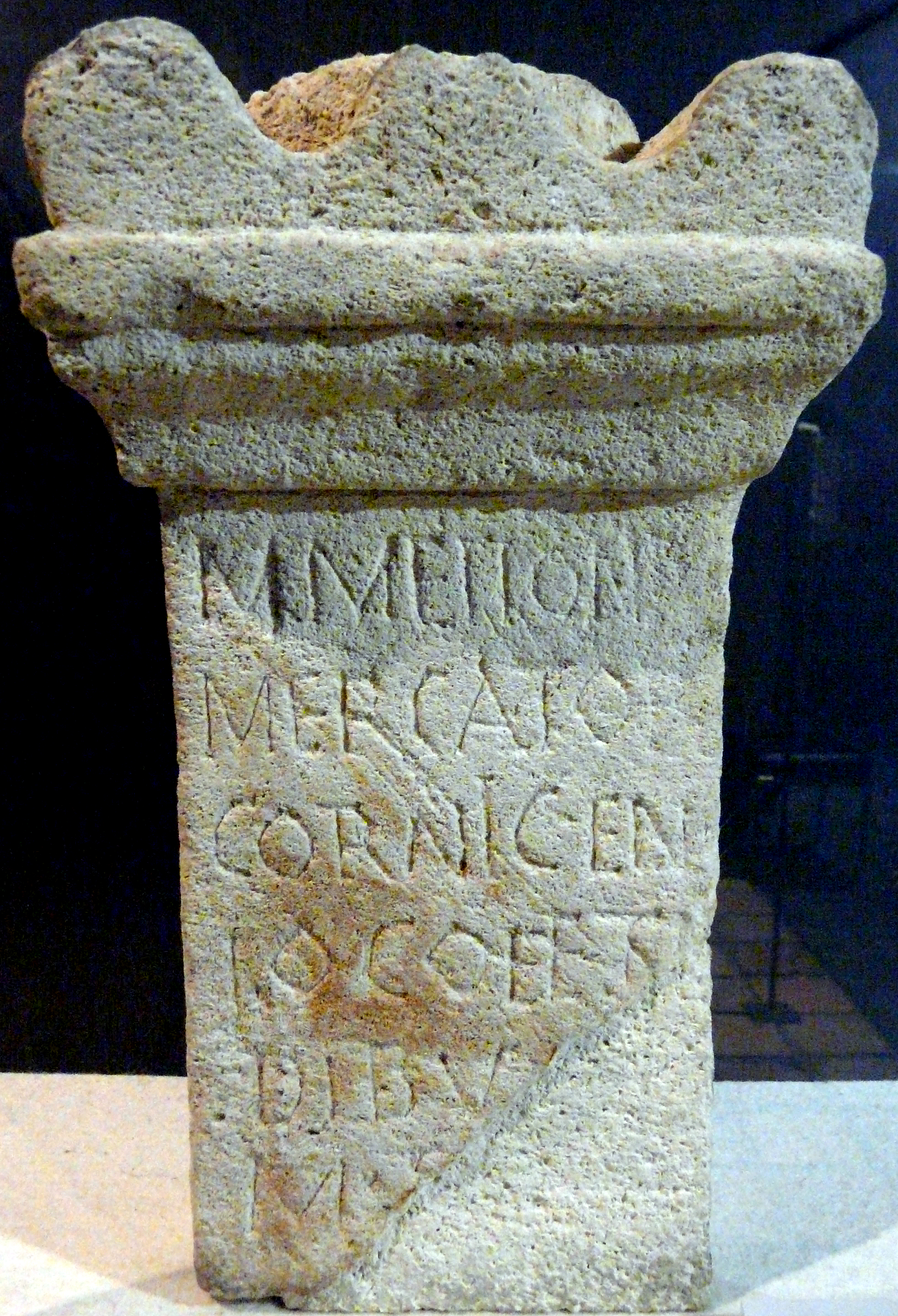
Lápida de un cornicen en Novaesium, Alemania.